# Vila Olímpica do Rio de Janeiro 2016

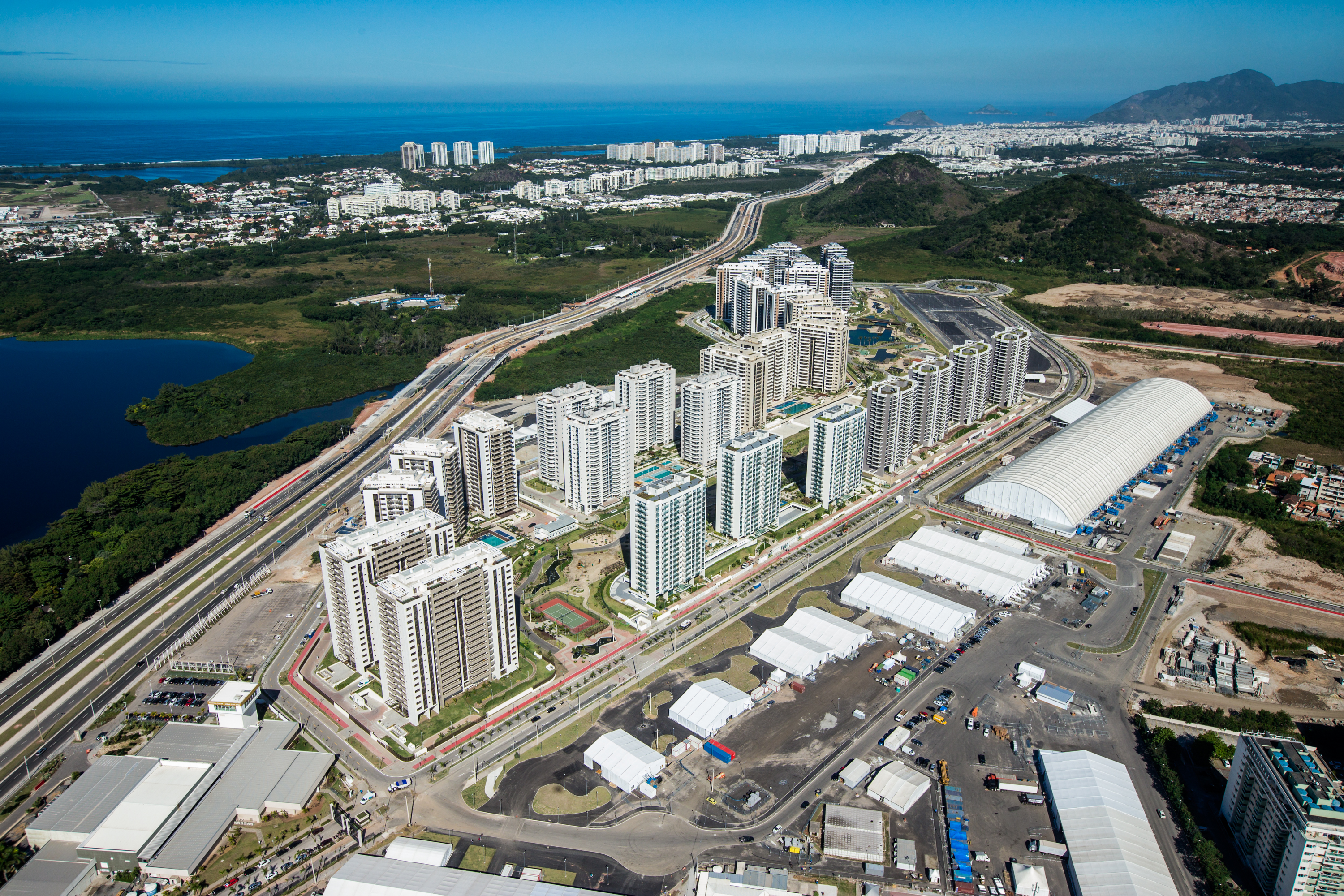
Fotografia aérea

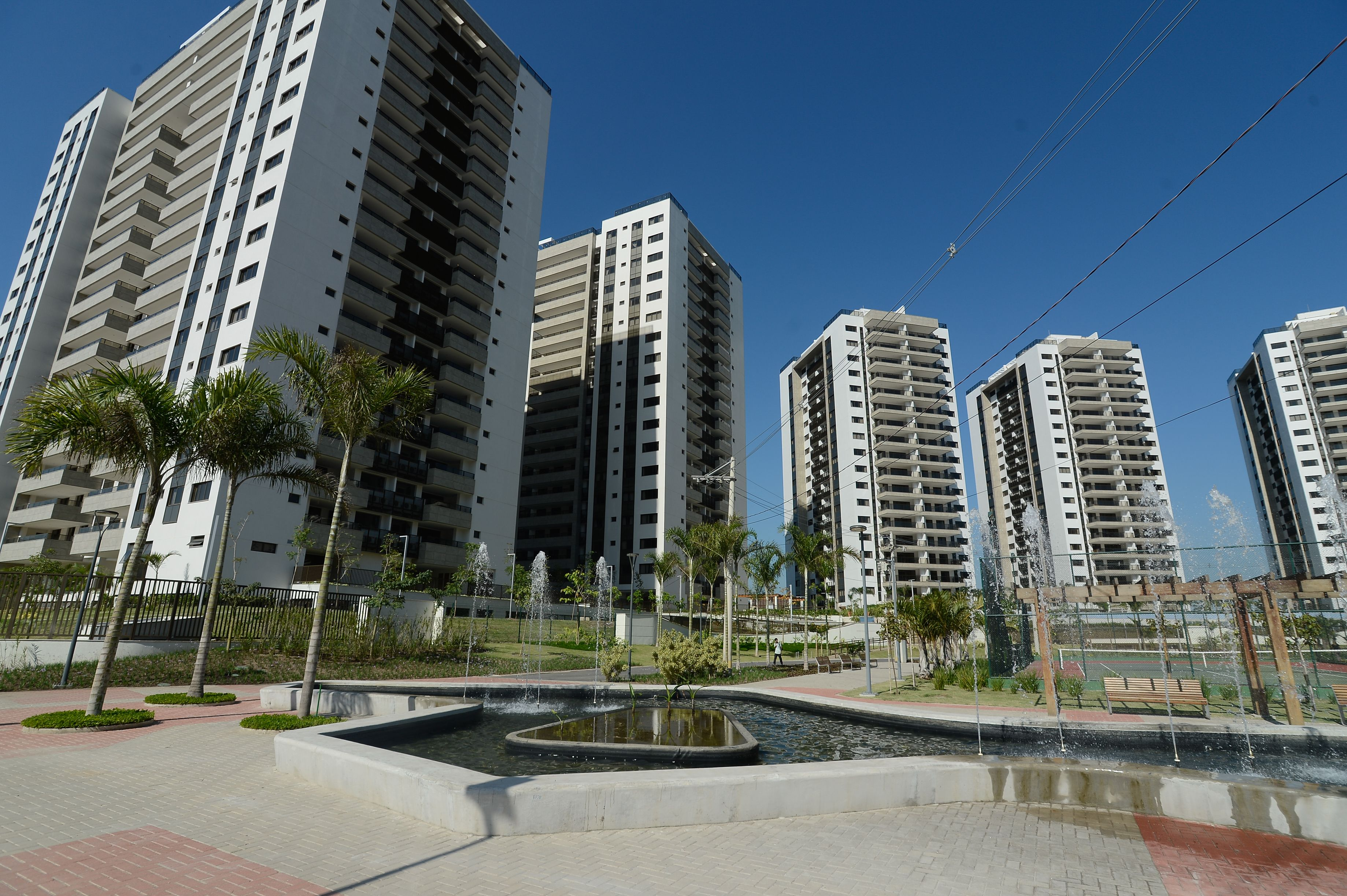
Vila Olímpica do Rio de Janeiro 2016

Vila Olímpica de Rio de Janeiro de 2016 ou Vila Olímpica e Paralímpica é um conjunto habitacional que foi a residência das e dos desportistas dos Jogos Olímpicos de Verão de 2016 bem como das e dos treinadores, equipes técnicas, treinadores, médicos e fisiatras que lhes acompanham, árbitros e oficiais de concorrência dos jogos. Localiza-se próxima ao Parque Olímpico do Rio de Janeiro, a oeste da cidade.
Com uma capacidade para receber  17 950 pessoas em 3604 apartamentos de 31 edifícios, é a maior vila olímpica  na história dos jogos olímpicos.

## Construção
Nos anos 60, pescadores da Lagoinha de Rio de Janeiro fizeram ocupações irregulares na Lagoa de Jacarepaguá. Em 1975, devido à construção do Autódromo de Jacarepaguá e um conjunto residencial, a comunidade de Vila Autódromo ficou entre os muros do autódromo e as margens da lagoa. Em 1994 foi dado o título de propriedade a mais de 60 famílias da vila, ante as constantes ameaças de desalojo por parte da Prefeitura do Rio de Janeiro. Nos planos que o Comité Olímpico Internacional recebeu do comité ganhador dos jogos em 2009, parte da zona de Vila Autódromo aparecia no lado superior esquerdo do novo Parque Olímpico de Rio de Janeiro, a construir na Zona Oeste da Barra de Tijuca.
Apesar dos títulos de propriedade das famílias habitantes da vila, a Prefeitura do Rio de Janeiro reduziu em até 83% o tamanho original da comunidade, mediante expropiações e desalojos. Depois de constantes confrontos contra a polícia ao resistir aos desalojos, as famílias afectadas empreenderam a campanha Viva a Vila Autódromo e receberam assessoria de diferentes universidades de Rio de Janeiro e organizações da sociedade civil para elaborar o Plano Popular da Vila Autódromo, um plano de urbanização que foi acordado com o prefeito da cidade, Eduardo Paes, para fazer da Vila um lugar com uma nova infra-estrutura urbana que incluirá um centro cultural e campos desportivos e conviver com a nova infra-estrutura olímpica de maneira adequada, ao estar rodeados quase por completo pelo novo parque.
As instalações da vila olímpica ficarão a uns passos da Vila Autódromo. A partir de 2011 iniciaram-se as obras a cargo das construtoras  Odebrecht e Carvalho Hosken, numa área de mais de um milhão de metros quadrados. Na construção desta vila participaram mais de 18 mil pessoas. Utilizaram-se 430 mil metros cúbicos de concreto e 43 mil toneladas de aço. Os edifícios receberam a certificação ambiental LEED ND já que 85% do entulho deixados pela construção será reutilizados e tem mais de 16 mil metros quadrados de telhados verdes bem como 75 placas solares para o aquecimento de água. Todas as instalações foram desenhadas com acessibilidade completa com rampas e elevadores suficientes.
Cada apartamento conta com três e quatro dormitórios, estadia, sala, balcão e serviços de lavanderia. Construíram-se 3.8 quilómetros de ciclovias internas. A rua interna da vila é reservada a pedestres, Rua Carioca. Conta também com lojas, cafés, restaurantes bem como a Zona Internacional, um Refeitório Principal e o Terminal de Transportes. A vila tem diferentes áreas de recreação com jogos eletrônicos, instrumentos musicais e mesas de tênis de mesa. e um centro de culto para diferentes religiões.
Com o fim de que as instalações fiquem a menos de 10 minutos dos lugares de competição, a vila conta com pistas exclusivas que ligarão mediante 300 ônibus a vila com o resto das sedes olímpicas. Por volta de 4 milhões de peças de bagagem das e dos visitantes da vila, com o fim de agilizar sua chegada, serão levadas de maneira automática do Aeroporto Internacional de Rio de Janeiro até as instalações da vila.
As primeiras delegações chegaram à vila em 18 de julho de 2016.

## Futuro após os jogos
Uma vez terminados os jogos olímpicos a vila será convertida na chamada "Ilha Pura", um conjunto habitacional de luxo onde cada apartamento será vendido pelo preço estimado de 700 mil dólares.